# Marija Hladun
Marija Wolodymyriwna Hladun (ukrainisch Марія Володимирівна Гладун, wiss. Transliteration Marija Volodymyrivna Hladun; * 22. September 1996 in Winnyzja, Ukraine) ist eine ukrainische Handballspielerin, die für die ukrainische Nationalmannschaft aufläuft.

## Karriere
Hladun gehörte ab dem Jahr 2012 dem Kader des ukrainischen Erstligisten HK Halytschanka Lwiw an. Die Torhüterin bestritt insgesamt 204 Erstligaspiele für Halytschanka, in denen sie sieben Treffer erzielte. Mit Halytschanka gewann sie sieben Mal die ukrainische Meisterschaft sowie fünf Mal den ukrainischen Pokal. In der Spielzeit 2020/21 wurde Hladun zum MVP der höchsten ukrainischen Spielklasse gewählt. Ab dem Oktober 2021 stand sie beim deutschen Zweitligisten Füchse Berlin unter Vertrag. Nach zwei Spielzeiten bei den Füchsen Berlin wechselte sie zum kroatischen Erstligisten ŽRK Lokomotiva Zagreb. Kurz nach dem Jahresbeginn 2025 schloss sie sich dem tschechischen Erstligisten DHK Baník Most an.
Hladun gehört dem Kader der ukrainischen Nationalmannschaft an. Mit der Ukraine nahm sie an der Qualifikation zur Weltmeisterschaft 2021 teil. In der Vorqualifikation hielt Hladun vier von 35 Würfen. In den beiden anschließenden Play-off-Spielen, in denen die Ukraine an Schweden scheiterte, parierte Hladun 20 von 62 Würfen. Mit der Ukraine nahm sie an der Weltmeisterschaft 2023 teil und schloss das Turnier auf dem 23. Platz ab. Hladun hielt im Turnierverlauf 27 % der gegnerischen Würfe.